# Koczewarowie

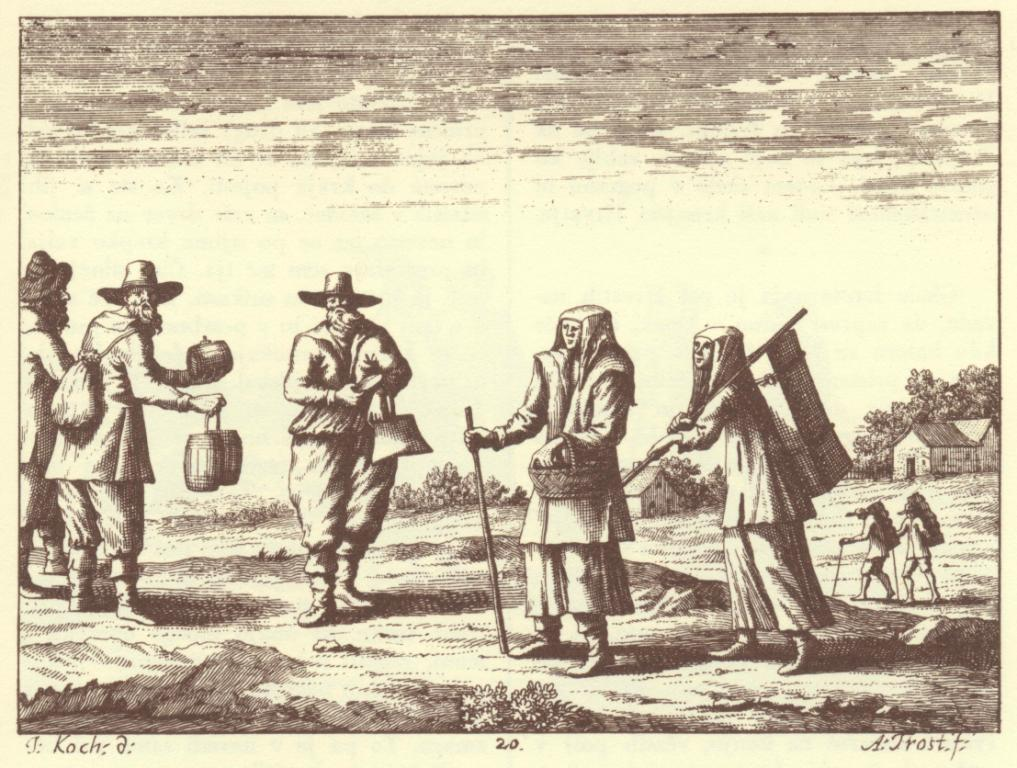
Koczewarowie na rysunku z 1689

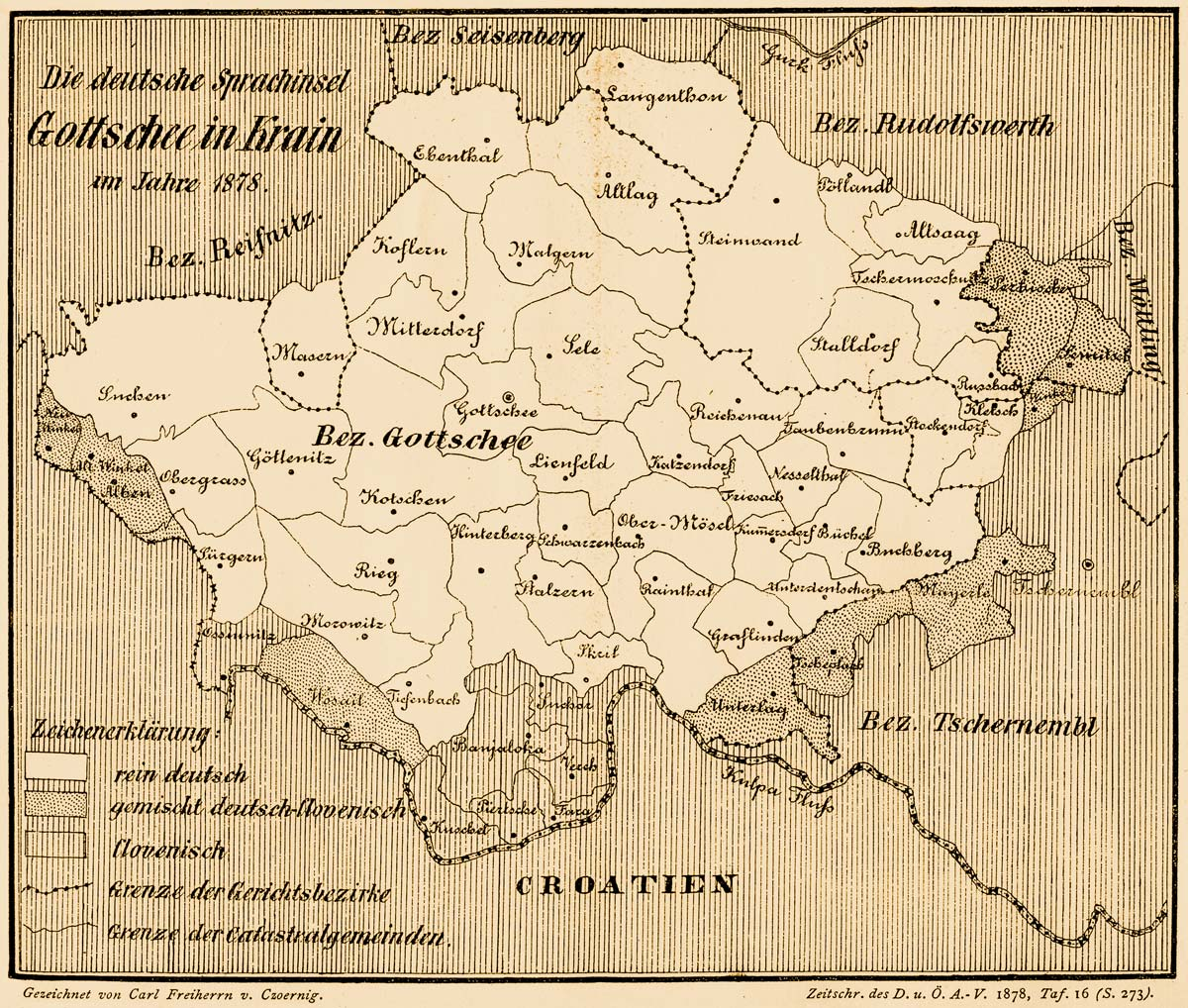
Miejscowości zamieszkałe przez Koczewarów na mapie z 1878

Koczewarowie (niem. Gottscheer, słoweń. Kočevarji lub Kočevski Nemci) są mniejszością posługującą się językiem niemieckim mieszkającą na terenie dzisiejszej Słowenii, głównie do końca II wojny światowej. Po wojnie jedynie niewielka część tej ludności pozostała na tym terenie, wielu mieszka w Austrii, Stanach Zjednoczonych i innych krajach świata. Zajmowali obszar w okolicach miasteczka Kočevje. Obecnie  stowarzyszenia Koczewarów działają na terenie Słowenii oraz USA. W Grazu znajduje się poświęcone im muzeum Gottscheer Gedenkstätte. 